# 沃爾夫萊克 (明尼蘇達州)
沃爾夫萊克（英語：Wolf Lake）是一個位於美國明尼蘇達州貝克縣的城市。

## 人口
根據2020年美國人口普查的數據，沃爾夫萊克的面積為0.83平方千米，當中陸地面積為0.83平方千米，而水域面積為0.00平方千米。當地共有人口71人，而人口密度為每平方千米86人。